# Штадль-ан-дер-Мур
Штадль-ан-дер-Мур (нем. Stadl an der Mur) — коммуна (нем. Gemeinde) в Австрии, в федеральной земле Штирия. 
Входит в состав округа Мурау.  Население составляет 1041 человек (на 31 декабря 2005 года). Занимает площадь 106,73 км². Официальный код  —  6 14 30.

## Политическая ситуация
Бургомистр коммуны — Эрих Мозер (СДПА) по результатам выборов 2005 года.
Совет представителей коммуны (нем. Gemeinderat) состоит из 15 мест.
- СДПА занимает 9 мест.
- АНП занимает 4 места.
- АПС занимает 2 места.